# Fort Ann (Nowy Jork)
Fort Ann – miasto w Stanach Zjednoczonych, w stanie Nowy Jork, w hrabstwie Washington.